# Драган Војводић (нефролог)
Драган Војводић (Врбљани код Рибника, 4. јануар 1959 — Бања Лука, 25. април 2020) био је српски нефролог, примаријус доктор и политичар. Функционер Савеза независних социјалдемократа (СНСД). Бивши је народни посланик у Народној скупштини Републике Српске.

## Биографија
Драган Војводић је рођен 4. јануара 1959. године у Врбљанима код Рибника, ФНРЈ. Дипломирао је на Медицинском факултету у Бањој Луци, а супспецијализацију из области нефрологије завршио је на Медицинском факултету у Новом Саду. Професионалну каријеру започео је у Дому здравља у Кључу, а наставио у бањалучком Центру за медицинска истраживања (Медицинска електроника) и Интернационалном центру за дијализу.
Прим. др Драган Војводић је као специјалиста интерне медицине, супспецијалиста нефролог радио од 2009. године у Клиници за унутрашње болести Универзитетског клиничког центра Републике Српске. Аутор је и коаутор више стручних и научних радова из области нефрологије. У три сазива (2002—2014) био је народни посланик у Народној скупштини Републике Српске испред Савеза независних социјалдемократа (СНСД). Учесник је рата од 1992. до 1996. године и одликован је Орденом крста милосрђа.
Драган Војводић је преминуо 25. априла 2020. године од посљедица ковида 19. Иза себе је оставио супругу и двоје дјеце.